# Amphilophus longimanus
Amphilophus longimanus és una espècie de peix de la família dels cíclids i de l'ordre dels perciformes.

## Morfologia
Els mascles poden assolir els 16 cm de longitud total.

## Distribució geogràfica
Es troba a l'Amèrica Central: zona atlàntica (des del riu Aguan -Hondures- fins al riu Prinzapolka -Nicaragua- i el riu San Juan -Costa Rica-) i zona pacífica (des del riu Nahualate -Guatemala- fins al riu Bebedero -Costa Rica-).